# Coupe d'Allemagne féminine de handball
La Coupe d'Allemagne féminine de handball (ou DHB-Pokal en allemand) est une compétition organisée par la Fédération allemande de handball (DHB). Elle a été créée en 1974.
Le Bayer Leverkusen est le plus titré avec 9 coupes remportées entre 1980 et 2010 et HB Ludwigsburg a remporté en 2025 son quatrième titre en cinq saisons.

## Palmarès
| Saison | Vainqueur                                                | Finaliste                                                | Score                                                    |
| ------ | -------------------------------------------------------- | -------------------------------------------------------- | -------------------------------------------------------- |
| 1975   | TSV GutsMuths Berlin                                     | TSV Rot-Weiß Auerbach                                    | 8 – 6                                                    |
| 1976   | TSV GutsMuths Berlin                                     | Bayer Leverkusen                                         | 13 – 7                                                   |
| 1977   | TuS Eintracht Minden                                     | TSV Rot-Weiß Auerbach                                    | 18 – 10                                                  |
| 1978   | TuS Eintracht Minden                                     | TuS Metzingen                                            | 27 – 10                                                  |
| 1979   | TSV GutsMuths Berlin                                     | Bayer Leverkusen                                         | 14 – 8                                                   |
| 1980   | Bayer Leverkusen                                         | TuS Metzingen                                            | 22 – 10 / 24 – 6                                         |
| 1981   | VfL Oldenburg                                            | Holstein Kiel                                            | 11 – 18 / 15 – 8                                         |
| 1982   | Bayer Leverkusen                                         | SSC Südwest 1947                                         | 20 – 17 / 20 – 11                                        |
| 1983   | Bayer Leverkusen                                         | VfL Sindelfingen                                         | 20 – 15 / 22 – 14                                        |
| 1984   | Bayer Leverkusen                                         | VfL Sindelfingen                                         | 28 – 12 / 21 – 13                                        |
| 1985   | Bayer Leverkusen                                         | VfL Engelskirchen                                        | 18 – 22 / 25 – 17                                        |
| 1986   | VfL Engelskirchen                                        | Bayer Leverkusen                                         | 19 – 13 / 17 – 16                                        |
| 1987   | Bayer Leverkusen                                         | TV Lützellinden                                          | 22 – 16                                                  |
| 1988   | VfL Engelskirchen                                        | Bayer Leverkusen                                         | 13 – 12 / 20 – 17                                        |
| 1989   | TV Lützellinden                                          | VfL Oldenburg                                            | 21 – 21 / 28 – 20                                        |
| 1990   | TV Lützellinden                                          | Buxtehuder SV                                            | 31 – 23 / 18 – 19                                        |
| 1991   | Bayer Leverkusen                                         | TV Lützellinden                                          | 28 – 25 / 22 – 22                                        |
| 1992   | TV Lützellinden                                          | TuS Walle Bremen                                         | 32 – 19 / 18 – 19                                        |
| 1993   | TuS Walle Bremen                                         | TV Lützellinden                                          | 23 – 17 / 14 – 17                                        |
| 1994   | TuS Walle Bremen                                         | Borussia Dortmund                                        | 35 – 25                                                  |
| 1995   | TuS Walle Bremen                                         | TV Lützellinden                                          | 23 – 22                                                  |
| 1996   | HC Leipzig                                               | Buxtehuder SV                                            | 23 – 22                                                  |
| 1997   | Borussia Dortmund                                        | TV Lützellinden                                          | 24 – 22                                                  |
| 1998   | TV Lützellinden                                          | Borussia Dortmund                                        | 32 – 21                                                  |
| 1999   | TV Lützellinden                                          | SG Minden/Minderheide                                    | 30 – 29ap                                                |
| 2000   | HC Leipzig                                               | TV Mainzlar                                              | 30 – 25                                                  |
| 2001   | TV Mainzlar                                              | Bayer Leverkusen                                         | 45 – 44tab                                               |
| 2002   | Bayer Leverkusen                                         | VfL Oldenburg                                            | 29 – 27                                                  |
| 2003   | Francfort HC                                             | DJK/MJC Trier                                            | 28 – 26                                                  |
| 2004   | 1. FC Nürnberg                                           | Francfort HC                                             | 32 – 26                                                  |
| 2005   | 1. FC Nürnberg                                           | Bayer Leverkusen                                         | 30 – 28                                                  |
| 2006   | HC Leipzig                                               | 1. FC Nürnberg                                           | 34 – 25                                                  |
| 2007   | HC Leipzig                                               | Buxtehuder SV                                            | 39 – 29                                                  |
| 2008   | HC Leipzig                                               | 1. FC Nürnberg                                           | 33 – 28                                                  |
| 2009   | VfL Oldenburg                                            | 1. FC Nürnberg                                           | 28 – 23                                                  |
| 2010   | Bayer Leverkusen                                         | HSG Blomberg-Lippe                                       | 34 – 23                                                  |
| 2011   | Thüringer HC                                             | Buxtehuder SV                                            | 27 – 25                                                  |
| 2012   | VfL Oldenburg                                            | Bayer Leverkusen                                         | 35 – 30                                                  |
| 2013   | Thüringer HC                                             | HC Leipzig                                               | 30 – 22                                                  |
| 2014   | HC Leipzig                                               | HSG Blomberg-Lippe                                       | 36 – 26                                                  |
| 2015   | Buxtehuder SV                                            | VfL Oldenburg                                            | 30 – 28                                                  |
| 2016   | HC Leipzig                                               | Borussia Dortmund                                        | 29 – 28                                                  |
| 2017   | Buxtehuder SV                                            | TuS Metzingen                                            | 24 – 23                                                  |
| 2018   | VfL Oldenburg                                            | SG BBM Bietigheim                                        | 29 – 28                                                  |
| 2019   | Thüringer HC                                             | SG BBM Bietigheim                                        | 24 – 23                                                  |
| 2020   | Compétition annulée en raison de la pandémie de Covid-19 | Compétition annulée en raison de la pandémie de Covid-19 | Compétition annulée en raison de la pandémie de Covid-19 |
| 2021   | SG BBM Bietigheim                                        | HL Buchholz 08-Rosengarten                               | 27 – 22                                                  |
| 2022   | SG BBM Bietigheim                                        | VfL Oldenburg                                            | 40 – 30                                                  |
| 2023   | SG BBM Bietigheim                                        | HSG Bensheim/Auerbach                                    | 39 – 25                                                  |
| 2024   | TuS Metzingen                                            | SG BBM Bietigheim                                        | 30 – 28                                                  |
| 2025   | HB Ludwigsburg                                           | HSG Blomberg-Lippe                                       | 31 – 21                                                  |

## Bilan des clubs
| Rang  | Club                              | Titres | Saisons                                              |
| ----- | --------------------------------- | ------ | ---------------------------------------------------- |
| 1     | Bayer Leverkusen                  | 9      | 1980, 1982, 1983, 1984, 1985, 1987, 1991, 2002, 2010 |
| 2     | HC Leipzig                        | 7      | 1996, 2000, 2006, 2007, 2008, 2014, 2016             |
| 3     | TV Lützellinden                   | 5      | 1989, 1990, 1992, 1998, 1999                         |
| 4     | VfL Oldenburg                     | 4      | 1981, 2009, 2012, 2018                               |
| 4     | SG BBM Bietigheim/HB LudwigsburgT | 4      | 2021, 2022, 2023, 2025                               |
| 6     | TSV GutsMuths Berlin              | 3      | 1975, 1976, 1979                                     |
| 6     | TuS Walle Brême                   | 3      | 1993, 1994, 1995                                     |
| 6     | Thüringer HC                      | 3      | 2011, 2013, 2019                                     |
| 9     | SG Minden/Minderheide             | 2      | 1977, 1978                                           |
| 9     | VfL Engelskirchen                 | 2      | 1986, 1988                                           |
| 9     | 1. FC Nürnberg                    | 2      | 2004, 2005                                           |
| 9     | Buxtehuder SV                     | 2      | 2015, 2017                                           |
| 13    | Borussia Dortmund                 | 1      | 1997                                                 |
| 13    | TV Mainzlar                       | 1      | 2001                                                 |
| 13    | Francfort HC                      | 1      | 2003                                                 |
| 13    | TuS Metzingen                     | 1      | 2024                                                 |
| -     | Non décerné                       | 1      | 2020                                                 |
| Total | Total                             | 51     | 1975-2025                                            |